# Octafonio
L'octafonio, chiamato anche fenoctide, ed usato come sale di cloruro, è un antisettico ammonico quaternario con proprietà e usi simili a quelli della cetrimide.
Si presenta come una polvere cristallina bianca, inodore o quasi. È molto solubile in acqua (1:5), è solubile in alcool ed in cloroformio, ed ha punto di fusione pari a 112-114 °C.
Il pH di una soluzione acquosa all'1% è compreso tra 5 e 6.